# 덴마크어

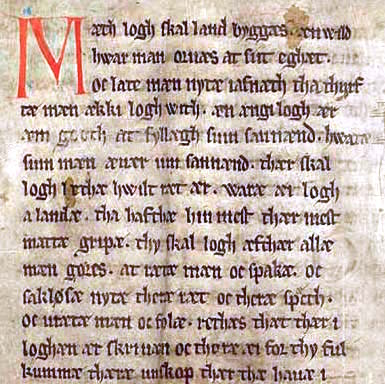

덴마크어(덴마크어: dansk 듣기 (도움말·정보))는 북게르만어군의 언어 중 하나이다. 인도유럽어족 게르만어파에 속하기도 한다. 약 600만명이 덴마크어를 사용 하는데, 주로 덴마크에 사는 사람들이고, 독일 북부에 슐레스비히홀슈타인주에 사는 약 5만여 명도 덴마크어를 사용한다. 현재, 덴마크령인 페로 제도와 그린란드에서는 의무적으로 덴마크어를 교육시키고 있다. 예전에는 아이슬란드에서도 덴마크어를 의무적으로 교육시키기도 하였다.

## 문자
- A, a: /æːˀ/
- B, b: /b̥eːˀ/
- C, c: /seːˀ/
- D, d: /d̥eːˀ/
- E, e: /eːˀ/
- F, f: /ef/
- G, g: /ɡ̊eːˀ/
- H, h: /hɔːˀ/
- I, i: /iˀ/
- J, j: /jʌð/
- K, k: /kʰɔːˀ/
- L, l: /el/
- M, m: /em/
- N, n: /en/
- O, o: /oːˀ/
- P, p: /pʰeːˀ/
- Q, q: /kʰuːˀ/
- R, r: /æɐ̯/
- S, s: /es/
- T, t: /tˢeːˀ/
- U, u: /uːˀ/
- V, v: /ʋeːˀ/
- W, w: /dʌb̥əlʋeːˀ/
- X, x: /eɡ̊s/
- Y, y: /yːˀ/
- Z, z: /sɛd̥/
- Æ, æ: /ɛːˀ/
- Ø, ø: /øːˀ/
- Å, å: /ɔːˀ/

## 같이 보기
- 페로어
- 그린란드어
- 아이슬란드어
- 노르웨이어
- 스웨덴어